# Нурек
Нуре́к (тадж. Норак) — город в Таджикистане, в 70 км к юго-востоку от столицы Душанбе.
Возник в ходе строительства Нурекской ГЭС путём преобразования 16 декабря 1960 года кишлака Нурек в город районного подчинения (Орджоникидзеабадского района).

## География

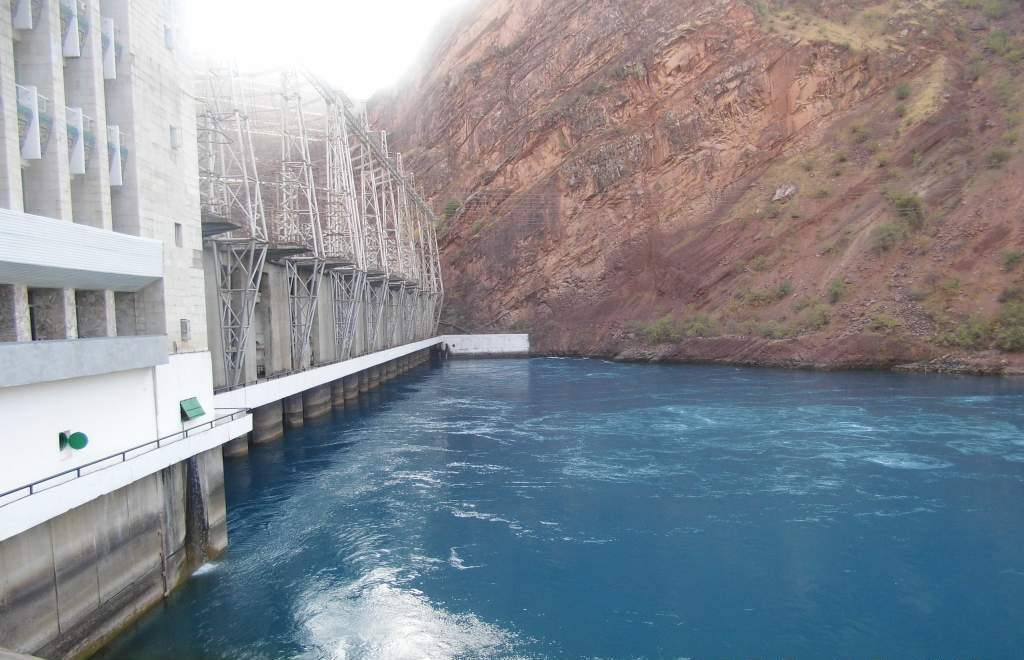
Плотина Нурекской ГЭС

Нурек расположен на реке Вахш на высоте 885 м над уровнем моря. 

## История
12 июля 1961 года Нурек получил статус города республиканского подчинения.
8 сентября 1988 года город Нурек вошёл в Хатлонскую область.

## Население
Население по оценке на 1 января 2022 года составляет 28 800 человек.
| Численность населения | Численность населения | Численность населения | Численность населения | Численность населения | Численность населения | Численность населения | Численность населения |
| 1939                  | 2003                  | 2004                  | 2005                  | 2006                  | 2007                  | 2008                  | 2009                  |
| --------------------- | --------------------- | --------------------- | --------------------- | --------------------- | --------------------- | --------------------- | --------------------- |
| 376                   | ↗20 800               | ↗21 400               | ↗21 800               | ↗22 200               | ↗22 800               | ↗23 500               | ↗24 100               |
| 2019                  | 2020                  | 2021                  | 2022                  |                       |                       |                       |                       |
| ↗30 900               | ↗31 400               | ↘28 100               | ↗28800                |                       |                       |                       |                       |

## Председатели хукумата
- Асозода Дилшод Алимурод
- Шарифи Фируза Бурихонзода (с 2024)[8]

## Известные уроженцы, жители
Амирбеки Мусо — советский и таджикский композитор, музыкант, дирижёр.

## Промышленность
- Нурекская ГЭС: запущена в эксплуатацию в 1972, высота плотины 300 м, мощность электростанции 3000 МВт, площадь зеркала водохранилища 98 км²
- завод железобетонных изделий
- швейная фабрика
- хлебзавод

## Экологическая ситуация
Развитая промышленность и быстрый рост населения привели к тяжелому экологическому положению в Нуреке: из-за нехватки инфраструктуры для сбора отходов город оказался переполненным свалками, не соответствующими санитарным нормам.

## Стратегические объекты
В Нуреке на высоте 2200 м расположен оптико-электронный комплекс «Окно» («Нурек») системы разведки космической обстановки (РКО), принадлежащий Воздушно-космическим силам Российской Федерации.